# Николаевка (Мордовский район)
Николаевка — деревня Мордовского района Тамбовской области России. Входит в состав Шульгинского сельсовета

## География
Деревня находится в юго-западной части региона, в лесостепной зоне, в пределах Окско-Донской низменной равнины, на берегах реки Плоскуша, возле села Хопёрка, урочищ Ивановка, Ильинка.

### Климат
Климат умеренно континентальный, относительно сухой, с холодной продолжительной зимой и тёплым летом. Средняя температура воздуха самого холодного месяца (января) — − −10,6 °C (абсолютный минимум — −39 °C); самого тёплого месяца (июля) — 20,6 °C (абсолютный максимум — 40 °С). Продолжительность периода с положительной температурой колеблется от 145 до 150 дней. Среднегодовое количество атмосферных осадков составляет 450—475 мм, из которых большая часть выпадает в тёплый период. Снежный покров держится в течение 135 дней.

## История
В 1959 г. указом Президиума Верховного Совета РСФСР деревня Голодай-Николаевка  переименована в Николаевку.

## Население
| 2010 |
| ---- |
| 14   |

## Инфраструктура
Основа экономики — сельское хозяйство. Личное подсобное хозяйство.

## Транспорт
Просёлочные дороги. 